# تپه داربادام
تپه داربادام مربوط به عصر مس و سنگ - عصر مفرغ - دوره اشکانیان است و در شهرستان اسلام‌آباد غرب، بخش مرکزی، دهستان حومه شمالی، ۹۰۰ متری شمال غربی روستای چفته واقع شده و این اثر در تاریخ ۲۶ اسفند ۱۳۸۷ با شمارهٔ ثبت ۲۵۴۷۶ به‌عنوان یکی از آثار ملی ایران به ثبت رسیده است.